# Romatowo (przystanek kolejowy)
Romatowo (biał. Раматова, ros. Роматово) – przystanek kolejowy pomiędzy miejscowościami Romatowo Stare i Romatowo Nowe, w rejonie małoryckim, w obwodzie brzeskim, na Białorusi. Leży na linii Kijów – Chocisław – Brześć.